# Der Geist hilft unser Schwachheit auf

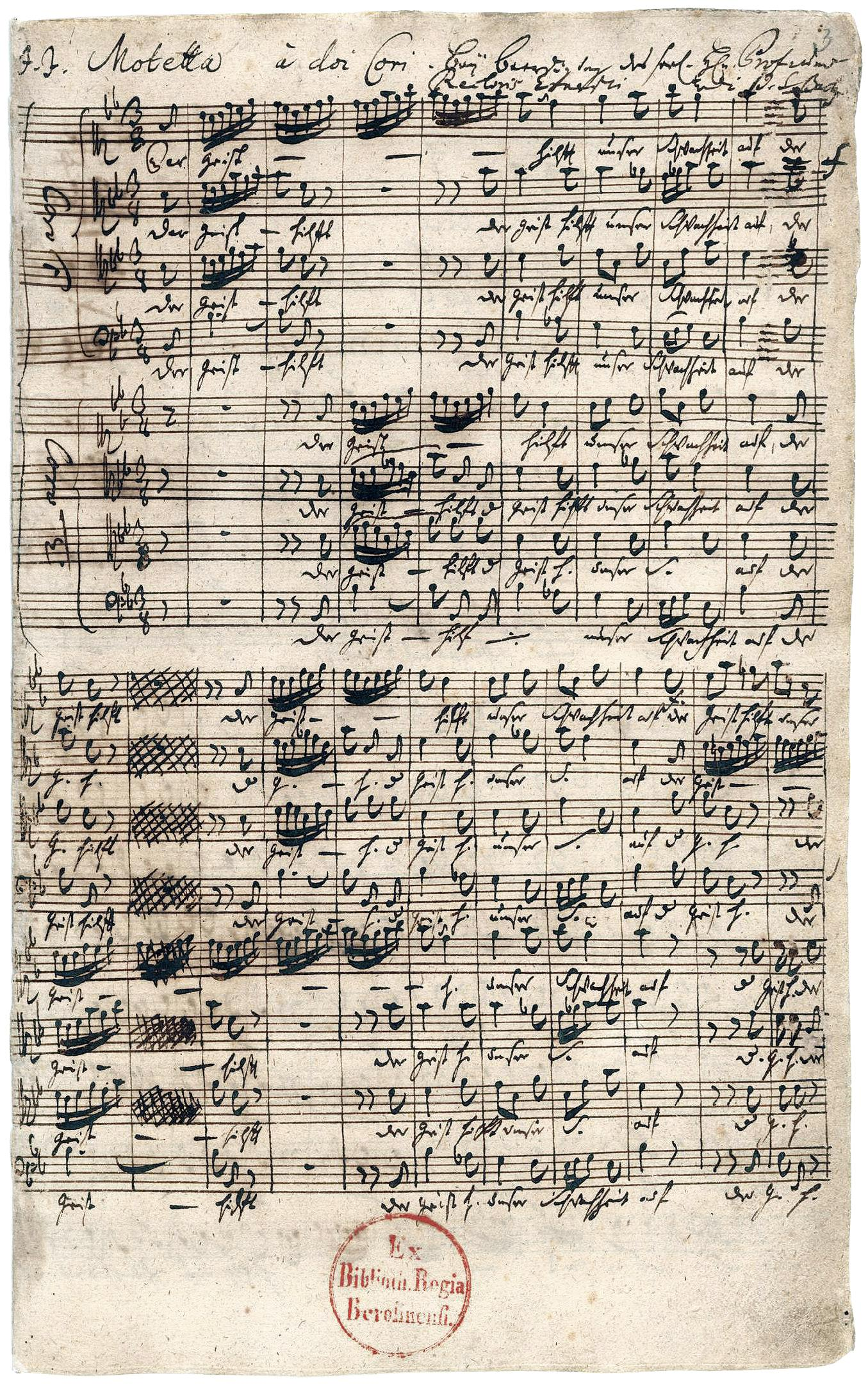
Der Anfang der Motette BWV 226 im Autograph

Der Geist hilft unser Schwachheit auf (BWV 226) ist eine doppelchörige Motette von Johann Sebastian Bach.

## Entstehung
Im Gegensatz zu vielen anderen Bach-Werken kann der Anlass für diese Motette eindeutig angegeben werden, da ihn Bach von eigener Hand auf der Komposition vermerkt hat: „J. J. Motetta à doi Cori bey Beerdigung des seel. Hrn. Prof. und Rectoris Ernesti di J. S. Bach.“
Johann Heinrich Ernesti (1652–1729) war bis zu seinem Tod Professor Poeseos, Assessor der Philosophischen Fakultät, Senior und Decem-Vir der Universität Leipzig und Rektor der Thomasschule. Für das Datum der Beisetzungsfeierlichkeiten Ernestis werden allerdings in der Literatur widersprüchliche Angaben gemacht: genannt werden der 20., 21., 23. oder 24. Oktober 1729. Die Angabe des 20. Oktober beruht auf dem Eintrag in den Ratsleichen- und Totengräberbüchern, übersieht aber, dass dort nur die Anmeldung, Abrechnung und Grabbereitung verzeichnet sind, nicht aber der eigentliche Begräbnistermin. Die Begräbnisfeierlichkeiten fanden möglicherweise auf mehrere Tage verteilt statt: für den Gottesdienst mit der Gedächtnispredigt von Christian Weiß gibt der Trauerdruck den 21. Oktober an, für das Begräbnis aber den 24. Oktober. Andererseits ist bei der letzteren Angabe auch ein Druckfehler nicht ausgeschlossen. Datum und Umstände der Beisetzung Ernestis resultieren aus Auseinandersetzungen zwischen städtischen und universitären Behörden. Da Ernesti nicht nur Thomasrektor, sondern auch Universitätsprofessor war, fand die Trauerfeier ausnahmsweise nicht in der Thomanerkirche, sondern  in der Universitätskirche St. Pauli statt.
Das 1729 komponierte Werk zählt zu den Festmusiken zu Leipziger Universitätsfeiern. Von diesen Kompositionen, die Bach im Auftrag der Universität fertigte, sind heute zwölf Werke vollständig erhalten. Der Geist hilft unser Schwachheit auf ist eine von zwei Bach-Motetten, deren Originalmanuskripte erhalten sind.

## Besetzung
Die Motette ist für zwei vierstimmige Chöre (SATB/SATB) angelegt. Im originalen Stimmenmaterial wird der erste Chor von einem Streicherchor (2 Violinen, Bratsche, Violoncello), der zweite von einem Oboenchor (2 Oboen, Taille, Fagott) verstärkt. Beide Gruppen werden außerdem von einer gemeinsamen Continuogruppe begleitet. Dies war aufgrund der Aufführungssituation in der Paulinerkirche möglich, in der Instrumentalbegleitung beim Motettengesang ausdrücklich erlaubt war. Der beschließende Choral ist nur für einen vierstimmigen Chor und Continuo gesetzt, instrumentale Stimmen sind nicht überliefert.
Die Aufführungsdauer beträgt etwa 9 Minuten.

## Text
Der Motettentext geht über eine Bibelstelle des Römerbriefs (Röm 8,26–27 ).
Der Geist hilft unser Schwachheit auf, denn wir wissen nicht, was wir beten sollen, wie sichs gebühret;

sondern der Geist selbst vertritt uns aufs beste mit unaussprechlichem Seufzen.

Der aber die Herzen forschet, der weiß, was des Geistes Sinn sei; denn er vertritt die Heiligen nach dem, das Gott gefället.
In modernen Ausgaben wird der Text üblicherweise mit einem Choral über die dritte Strophe des Kirchenliedes Komm, heiliger Geist, Herre Gott (EG 125) kombiniert, das Martin Luther 1524 geschrieben hat. Diese Choralstrophe war aber vermutlich nicht Teil der ursprünglichen Werkanlage, sondern wurde möglicherweise bei einem anderen Teil der Trauerfeier gesungen, z. B. am Grab.
Du heilige Brunst, süßer Trost,

Nun hilf uns, fröhlich und getrost

In deinem Dienst beständig bleiben,

Die Trübsal uns nicht abtreiben.

O Herr, durch dein Kraft uns bereit

Und stärk des Fleisches Blödigkeit,

Daß wir hie ritterlich ringen,

Durch Tod und Leben zu dir dringen.

Halleluja, halleluja.

### Digitalisate
- Originalpartitur (Staatsbibliothek zu Berlin)
- Originalstimmen (Staatsbibliothek zu Berlin)

### Noten
- Der Geist hilft unser Schwachheit auf, BWV 226: Noten und Audiodateien im International Music Score Library Project
- Gemeinfreie Noten von Der Geist hilft unser Schwachheit auf in der Choral Public Domain Library – ChoralWiki (englisch)
- Noten im PDF-, MIDI-, XML und Capella-Format

### Weiterführende Information
- Der Geist hilft unser Schwachheit auf. Informationen im Portal Bach digital des Bach-Archivs Leipzig
- Quellenbeschreibung der RISM ID: 467003601 Originalpartitur und der RISM ID: 467212100 Originalstimmen